# Paul Coll
Paul Coll (Greymouth, 9 mei 1992) is een Nieuw-Zeelandse professionele squashspeler.  

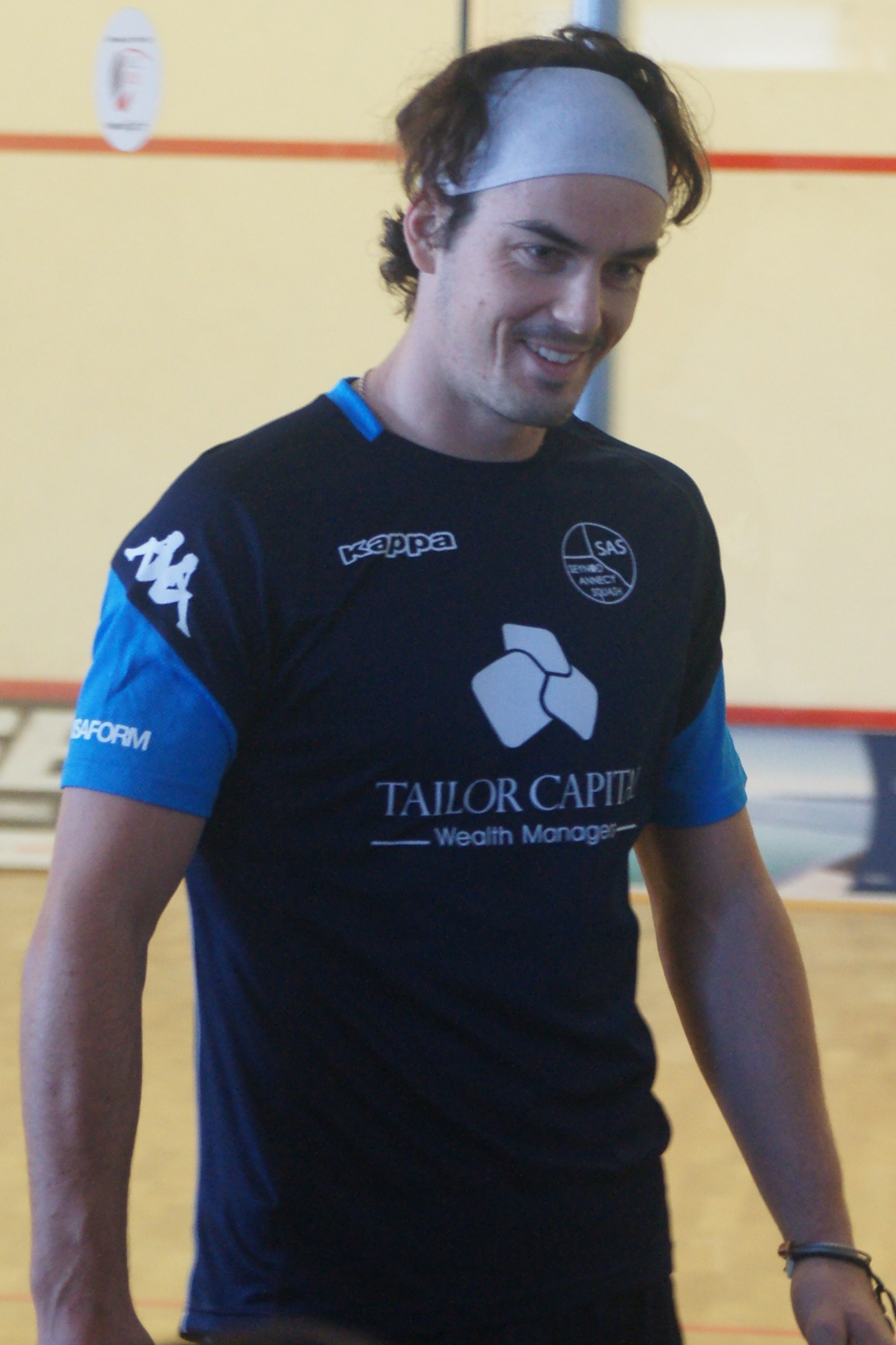

Coll maakte zijn internationale debuut in 2011. In september 2015 raakte hij in de wereld top 50. Sindsdien bleef hij stijgen in de rankings en werd in maart 2022 de eerste Nieuw-Zeelandse nummer 1 van de wereld.